# Бронзовият ключ
„Бронзовият ключ“ е български телевизионен игрален филм (криминална драма) от 1984 година на режисьора Иван Андонов, по сценарий на Павел Вежинов. Оператор е Пламен Вагенщайн. Музиката във филма е композирана от Георги Генков.

## Любопитно
- Филмът е 2-рият от поредицата „Издирва се“[1].
- Работно заглавие на поредицата е „Досиетата“.
- Посвещава се на 40-годишнината от създаването на Народната милиция[2].
- Актьорът Светозар Неделчев участва със същото име на героя си, както и във филмите „Кутията на Пандора“ и „На всеки километър“ (Eпизодът „Хищника“).

## Актьорски състав
| В главните роли      | Изпълнител                           |
| -------------------- | ------------------------------------ |
| Асен Бойчинов        | Любен Чаталов                        |
| Жана Атанасова       | Ваня Цветкова                        |
| Цветан Миланов       | Стефан Мавродиев                     |
| Катерина Механджиева | Искра Хаджиева                       |
| Борис Атанасов       | Анани Явашев                         |
| Чаушев               | Георги Черкелов                      |
| Атанас Механджиев    | Андрей Чапразов                      |
| Нестор Горанов       | Павел Поппандов                      |
| Павел Пашанов        | Петър Слабаков                       |
| Самсарова            | Стоянка Мутафова                     |
| Конакчиев            | Ганчо Ганчев                         |
| инспектор Думанов    | Светозар Неделчев                    |
|                      | Д. Спасов                            |
|                      | Г. Първанов                          |
|                      | Петко Диков (като П. Диков)          |
| Оперативен работник  | Радослав Стоилов (като Р. Стоилов)   |
|                      | Мариус Фридманов (като М. Фридманов) |
|                      | А. Арсов                             |
|                      | Н. Стоянов                           |

и други